# Mbuji-Mayi
Mbuji-Mayi, vroeger Bakwanga, is een stad in het mid-zuiden van Congo-Kinshasa. Het is de hoofdstad van de provincie Oost-Kasaï en naar inwoners de derde stad van het land, na Kinshasa en Lubumbashi. Het is een van de snelst groeiende steden van het land. De 486.235 inwoners bij de volkstelling van 1984 evolueerden naar circa 1,9 miljoen in 2005 en 3,4 miljoen in 2015.

## Geografie
Mbuji-Mayi ligt in het gebied van de Luba aan de rivier de Sankuru (of Shankuru; zijrivier van de Bushimaie). De naam Mbuji-Mayi is afkomstig uit de lokale taal Tshiluba en betekent "geitenwater", een naam die verwijst naar het grote aantal geiten in het gebied en de locatie van de stad aan de Sankuru, een belangrijke drinkplaats voor deze geiten.

## Geschiedenis
De stad werd gesticht rond 1910 als diamantwinningsstation door Belgische kolonialisten, nadat de Force Publique de lokale stammen had onderworpen. Vanaf 1919 richtte de Societe Minière du Beceka (MIBA) een mijnwerkerskamp in. De koloniale architectuur die in andere Congolese steden verrees, ontbrak in Bakwanga. De Belgen deporteerden veel inwoners uit het dichtbevolkte gebied naar Katanga.
Rond de Congolese onafhankelijkheid in 1960 maakte de stad een grote groei door, doordat leden van de Luba vanuit verschillende delen van het land migreerden naar de regio. Met name mensen uit Thikapa in West-Kasaï kwamen naar de stad, op de vlucht voor bedreigingen die door de lokale bevolking aldaar tegen hen waren geuit. Van 1960 tot 1962 vormde Bakwanga de hoofdstad van de kortstondige separatistische staat Zuid-Kasaï tijdens de verwoestende Congocrisis. Het Armée nationale congolaise, door premier Lumumba gestuurd om de afscheuring neer te slaan, maakte zoveel doden onder de ongewapende burgerbevolking, waarbij heel der dorpen uitgemoord werden, dat VN-secretaris-generaal Dag Hammarskjöld in augustus 1960 over genocide sprak. Deze episode liet veel kwaad bloed tussen de Tetela en de Luba. 
In 1966 werd de stad in het kader van dictator Mobutu's "zaïrisering" hernoemd van Bakwanga tot Mbuji-Mayi.
Verwaarloosd door de centrale regering, werd het beheer van de stad grotendeels overgelaten aan het staatsbedrijf Societé minière de Bakwanga (MIBA). Het bedrijf, met aan het hoofd vanaf 1986 Jonas Mukamba Kadiata Nzemba, herstelde wegen, leverde water en elektriciteit, betaalde soldaten en richtte een universiteit op. Meer dan een schijn van normaliteit leverde het echter niet op, en de frequente stroompannes leidden tot grootschalige ontbossing in de streek.
In de jaren 90 kwamen grote groepen vluchtelingen naar het gebied vanuit de regio Shaba. Kabila's Alliantie van Democratische Krachten bezette de stad in 1997. Er waren plunderingen en Nzemba werd enige tijd vastgehouden. In oktober 1998 kwamen Zimbabwaanse en Tsjaadse troepen, die Kabila steunden, op hun beurt de stad bezetten.

## Economie en transport
Mbuji-Mayi is een handelscentrum, waar het grootste deel van de diamanten van de Kongo wordt gewonnen en verwerkt. Een groot diamantwinningsbedrijf is het staatsbedrijf Societé minière de Bakwanga (MIBA). Stad en bevolking profiteren echter nauwelijks van de aanwezigheid van dit bedrijf.
De stad heeft ondanks haar grote inwoneraantal weinig transportverbindingen met andere delen van het land. Bij de stad ligt de gelijknamige luchthaven Mbuji-Mayi. Een spoorlijn met Kananga staat gepland voor de toekomst.

## Bestuurlijke indeling
De stad is onderverdeeld in 5 communes:
- Bipemba;
- Dibindi;
- Diulu;
- Kanshi;
- Muya.

## Politiek
De stad vormt een van de belangrijkste machtscentra van de politieke partij UDPS. UDPS-Politicus Étienne Tshisekedi kwam uit het gebied. De huidige burgemeester is Marcel Kingwa Mwana.

## Demografie
| 1958        | 1970    | 1984    | 1993    | 2005 (sch) |
| ----------- | ------- | ------- | ------- | ---------- |
| 42.864      | 204.923 | 486.235 | 766.684 | 1.900.089  |
| Bronnen: en |         |         |         |            |

## Geboren
- Oscar Nkolo Kanowa (1957), rooms-katholiek bisschop
- Mulota Patou Kabangu (1985), voetballer
- Landry Dimata (1997), voetballer

Sankuru · Bas-Uele · Kongo Central · Kwango · Kwilu · Mai-Ndombe · Kinshasa · Kasaï · Lulua · Kasaï oriental · Lomami · Maniema · Zuid-Kivu · Noord-Kivu · Ituri · Haut-Uele · Tshopo · Noord-Ubangi · Mongala · Zuid-Ubangi · Evenaarsprovincie · Tshuapa · Tanganyika · Haut-Lomami · Lualaba · Haut-Katanga